# Dlaczego nie (album)
Dlaczego nie – drugi album zespołu muzycznego Dagadana, wydany w 2011 roku przez Agorę.

## Historia

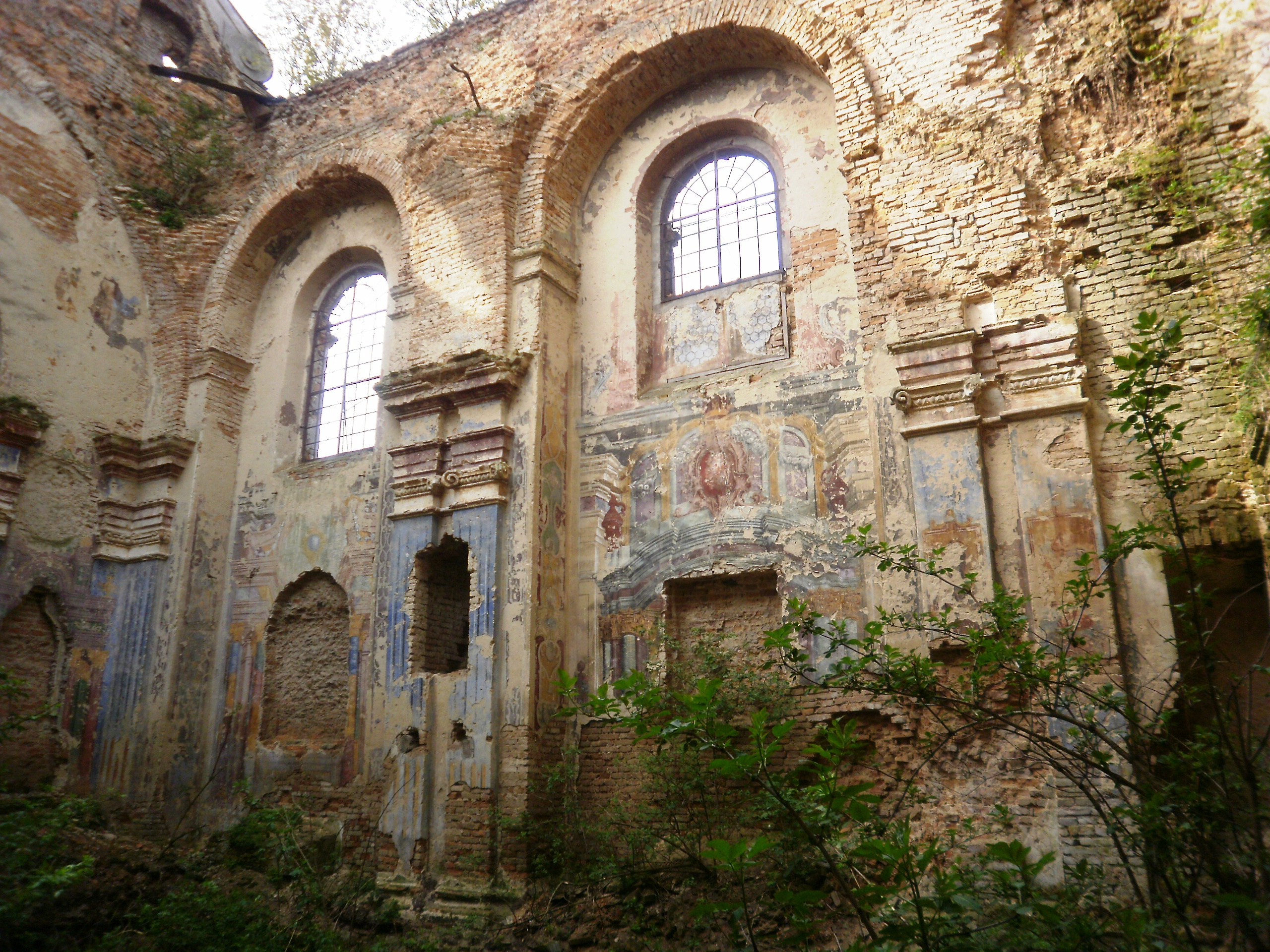
Wnętrze kościoła w Warężu (2011)

Tytuł albumu pochodzi z polskiego tłumaczenia ukraińskiej pieśni Dlaczego nie przyszedłeś, która zresztą znalazła się jako ostatni utwór na płycie. Nagrania prowadzono w 2011 roku w Studiu 7 w Piasecznie, partie fortepianu zarejestrowano w Studiu S2 w Warszawie, natomiast partie saksofonu barytonowego nagrano w Studiu pod Wilczą Górą; Mirosław Baka nagrał swoją partię wokalną do utworu Sargofaj w Studiu 7 w Piasecznie. Dzięki podróży Dagadany do Maroka grupa poznała Hmada Ait Ibrahima, który wziął udział w nagraniach. Teksty do dwóch utworów napisały osoby spoza zespołu: poeta Jan Gabriel Szutkowski z Warszawy (utwór Sargofaj) oraz Sofija Andruchowycz i Hmad Ait Ibrahim (A na ostatek); pozostałe teksty są autorstwa Dagi Gregorowicz i twórców ludowych. Producentem wydawniczym był Robert Kijak, natomiast producentem muzycznym – Remigiusz Zawadzki.
Pierwszy singiel Wszystkie mają po chłopoku wydano w czerwcu 2011, do utworu Wszystkie mają po chłopoku nakręcono teledysk autorstwa Moniki Kuczynieckiej opublikowany w serwisie YouTube. Drugi teledysk do utworu Czasem nakręcono w zniszczonym kościele św. Marka w Warężu, który ukazał się we wrześniu 2011 roku. Nakręcono także teledysk do utworu Kiribati, opublikowany 25 stycznia 2012 roku.
Album miał premierę 14 października 2011 roku. Partnerami wydawnictwa było Narodowe Centrum Kultury oraz Samorząd Województwa Wielkopolskiego, patronat mediowy objął serwis Culture.pl. W dzień premiery krążka zespół zagrał darmowy koncert w Galerii Kordegarda w Warszawie. 22 października 2011 odbył się koncert w klubie Palladium w Warszawie, na którym zespół zaprezentował materiał z nowej płyty przed występem grupy Tinariwen.
W 2012 roku zespół ruszył w trasę koncertową po Ukrainie.

## Lista utworów
Opracowano na podstawie materiału źródłowego.
| Nr  | Tytuł utworu                 | Długość |
| --- | ---------------------------- | ------- |
| 1.  | „Czasem”                     | 4:12    |
| 2.  | „Kiribati”                   | 3:05    |
| 3.  | „Wszystkie mają po chłopoku” | 4:02    |
| 4.  | „Północ – Południe”          | 4:06    |
| 5.  | „Sargofaj”                   | 4:34    |
| 6.  | „Smak Twój”                  | 2:47    |
| 7.  | „Chmiel”                     | 3:53    |
| 8.  | „Przyjaciele”                | 5:09    |
| 9.  | „A na ostatek”               | 3:43    |
| 10. | „Wyszła dziewczyna”          | 5:53    |
| 11. | „Oj poleczko, pole”          | 5:36    |
| 12. | „Dlaczego nie”               | 5:00    |
|     |                              | 52:00   |

W książeczce znalazły się teksty po w języku polskim, ukraińskim oraz arabskim.

## Wykonawcy
- Daga Gregorowicz – wokal, elektronika[1]
- Dana Vynnytska – wokal, instrumenty klawiszowe, aranżacja instrumentów smyczkowych i dętych[1]
- Mikołaj Pospieszalski – kontrabas, gitara basowa, skrzypce, altówka, aranżacja instrumentów smyczkowych[1]

### Gościnnie
- Remigiusz Zawadzki – programowanie bębnów (1, 2, 5, 6, 8, 9, 10), instrumenty perkusyjne (1-12), kalimba (8, 9), aranżacja instrumentów smyczkowych (2), aranżacja instrumentów dętych (6, 8), aranżacja cymbałów (2)[1]
- Piotr Zalewski – bandura (5)[1]
- Tomasz Waldowski – werbel (2), bęben ramowy (11)[1]
- Maciej Szajkowski – bębny obręczowe (3)[1]
- Magdalena Sobczak-Kotnarowska – cymbały (2)[1]
- Mateusz Smołka – wiolonczela (2, 11)[1]
- Mateusz Smoczyński – skrzypce (5)[1]
- Mateusz Pospieszalski – saksofon barytonowy (12)[1]
- Marek Pospieszalski – saksofon tenorowy (6, 8, 11)[1]
- Jan Malisz – wokal (7), lutnia (7), lira korbowa (10)[1]
- Maurycy Idzikowski – trąbka (6, 8, 11)[1]
- Hmad Ait Ibrahim – jembe (4), wokal (9), qrabeb (9)[1]
- Tomasz Dworakowski – puzon (6, 8, 11)[1]
- Mirosław Baka – głos (5)[1]

## Brzmienie
Dana Wynnytska tak wypowiedziała się o albumie: „rozszerzamy się stylistycznie. Są utwory w całości napisane przez nas. Są też utwory eksperymentalne, a są i utwory jajcarskie”. Portal folk.pl określił brzmienie albumu jako konglomerat: [m]uzyka na drugiej płycie to utwory z tak szerokiego zakresu gatunków jak folk, muzyka świata, jazz, poezja śpiewana, a nawet muzyka klasyczna. Portal Womex przypisał tę płytę do gatunków folku i jazzu, wobec utworów Sebastian Gabryel zastosował także określenie: eklektyczne.

## Recepcja
Album znalazł się na 8. miejscu na liście TOP 20 Best World Music Albums of 2011 serwisu www.WorldMusic.co.uk jako jedyny z Polski. Był nominowany do Fryderyka w kategorii album Roku Folk/Muzyka Świata w 2012 roku.
Zebrał pozytywne recenzje w witrynach: Interia, Onet.pl, w czasopismach: „Gazecie Wyborczej” i „Głosie Wielkopolski”.